# Брезје при Оплотници
Брезје при Оплотници (словен. Brezje pri Oplotnici) је насељено место у општини Оплотница, Подравска регија, Словенија.

## Историја
До територијалне реорганизације у Словенији било је у саставу старе општине Словенска Бистрица.

## Становништво
У попису становништва из 2011. године, Брезје при Оплотници је имало 140 становника.
| Број становника према пописима | Број становника према пописима | Број становника према пописима |
| ------------------------------ | ------------------------------ | ------------------------------ |
| 1991                           | 2002                           | 2011                           |
| 133                            | 142                            | 140                            |

Напомена: До 1998. исказивано под именом Брезје.